# ザルチ
ザルチ（アルバニア語: Zallçi）あるいはジャチュ（セルビア語: Жач / Žač）は、コソボ北西部ペヤ郡イストグの村。北緯42度42分23秒 東経20度30分6秒に位置する。2010年に村に帰還しようとするセルビア人難民に対する抵抗・攻撃が頻発した。
この村の人口調査は1991年以降行われておらず、その1991年の調査では人口529人という結果が出ている。しかし、この調査においてはアルバニア人による調査のボイコットがあったため、正確な数字ではない。1981年の調査においては人口は864人であり、そのうちムスリム人327人（37.85%）、アルバニア人251人（29.05%）、セルビア人191人（22.11%）、モンテネグロ人81人（9.38%）、その他14人（1.62%）となっている。